# Гнарренбург
Гнарренбург (нем. Gnarrenburg) — община в Германии, в земле Нижняя Саксония.
Входит в состав района Ротенбург-на-Вюмме. Население составляет 9296 человек (на 31 декабря 2010 года). Занимает площадь 122,91 км².
Коммуна подразделяется на 12 сельских округов.